# Eva Veiga
Eva Veiga Torre es una poeta y periodista gallega nacida en Hombre ) el 22 de octubre de 1961.

## Trayectoria
Licenciada en Filología Inglesa por la Universidad de Santiago de Compostela, ha trabajado en El Ideal Gallego y en la TVG, donde desenvolvió una polifacética e intensa actividad profesional, sobre todo en la dirección y presentación de programas culturales. En este campo fue dos veces Premio TP y Premio Galicia de Comunicación. Así mismo, presentó y dirigió para televisión la serie documental sobre la historia del arte gallego Galicia no Tempo, programa que fue galardonado con el Premio del Colegio de Arquitectos de Galicia y con el Premio de Honor de la Unesco.

## Obras

### Poesía
- Fuxidíos (1993). Sociedade de Cultura Valle-Inclán.
- Paisaxes do baleiro (1999). Xerais. ISBN 978-84-8302-450-8.
- A luz e as súas cicatrices (2005). ISBN Sociedade de Cultura Valle-Inclán. 106 págs. ISBN 9788495289667.[9]
- Desconcerto (2006). Biblos Clube de Lectores. 96 págs. ISBN 978-8493506216.
- A frecha azul do teixo (2010). Espiral Maior. 125 págs. ISBN 978-8492646494.[10]
- Nesta hora imposible (2010). Penumbra. Con fotos de Mada Carballeira.[11]
- A distancia do tambor (2014). Espiral Maior. 66 págs. ISBN 978-84-92646-82-1.
- Soño e vértice (2016). Espiral Maior. 69 págs.[12][13]
- Silencio percutido (2017). Espiral Maior. 72 págs. ISBN 978-8492646982.
- Quérote canto (2020). Galaxia. Con Baldo Ramos. 200 págs. ISBN 978-84-9151-466-4.[14]

### Ensayo
- Santiago. Cidade de peregrinación (2002).
- Alfonso Costa, con Ánxeles Penas (2008).

### Traducción
- Herbario, de Elena Poniatowska, incluido no volume A filla do filósofo, 2009, Galaxia.

### Obras colectivas
- Alguén agarda que volva alí, 1998.
- A rúa e outros relatos, de Gerry Adams, 2000, Baía Edicións. Traducción con Ana Gabín Iglesias.
- Alma de beiramar, 2003, Asociación de Escritores en Lingua Galega.
- Intifada. Ofrenda dos poetas galegos a Palestina, 2003, Fundación Araguaney.
- Negra sombra. Intervención poética contra a marea negra, 2003, Espiral Maior.
- Do máis fondo do silencio saen voces, 2006, Asociación Cultural Panda de Relacións Laborais, La Coruña.
- Volverlles a palabra. Homenaxe aos represaliados do franquismo, 2006, Difusora.
- A Coruña á luz das letras, 2008, Trifolium.
- Lois Pereiro en 17 voces, 2011, La Voz de Galicia.
- Preludios para Miguel Anxo Fernán-Vello, 2011, Laiovento.
- Tamén navegar, 2011, Toxosoutos.
- VI Encontro de Escritores Galegos. Literatura e proxección exterior, 2012, Deputación da Coruña.
- 150 Cantares para Rosalía de Castro (2015, libro electrónico).
- De Cantares Hoxe. Os Cantares Gallegos de Rosalía de Castro no século XXI, 2015, Fundación Rosalía de Castro/Radio Galega.
- 6 poemas 6. Homenaxe a Federico García Lorca, 2015, Biblos Clube de Lectores. Poesía.
- Os aforismos do riso futurista, 2016, Xerais.

## Premios
- En 1992 XII Premio Ardilla de poesía, por Fuxidíos.
- En 2011 Premio Sereo de Cultura Gallega de la Asociación Cultural Barbantia.
- En 2013 Premio de Poesía Fiz Vergara Vilariño, por A distancia del tambor.
- En 2014 Premio AELG a la mejor obra de poesía , por A distancia do tambor.
- En 2015 Premio de poesía del Ayuntamiento de Carral, por Soño e vértice.
- En 2015 Premio de Poesía de la Ciudad de Ourense, por Silencio percutido.
- En 2016 Premio de la Crítica Poética Gallega, por Soño e vértice.
- En 2021 Premio Antón Lousada Diéguez, por Quérote canto.[15]